# 大切克梅傑
大切克梅傑是土耳其伊斯坦堡的39個區之一，位於博斯普魯斯海峽以西的歐洲部份。面積239平方公里，人口201,077人。

大切克梅傑